# ماء ورد
ماء الورد هو خلاصة تقطير بتلات الورد. وَهو أحد النواتج الجانبية لإنتاج زيت الورد المستخدم في العطور، ويستخدم ماء الورد كمنكه للطعام، وكأحد مكونات بعض مستحضرات التجميل والمستحضرات الطبية. كما يستخدم لأغراض دينية في جميع أنحاء أوروبا وآسيا. تصنع عطور الورد من زيت الورد، وهي مزيج من الزيوت العطرية الطيارة التي يتم الحصول عليها باستخدام التقطير بالبخار لمسحوق بتلات الورد. من المحتمل أن يكون ماء الورد قد نشأ في بلاد فارس. تنتج إيران ۹۰٪ من الإنتاج العالمي من ماء الورد.

## الاستخدام

### استخدام ماء الورد في التجميل
يستخدم ماء الورد في التجميل والعناية بالبشرة بشكل واسع ومشتهر بين الأوساط النسائية بالتحديد بشكل كبير؛
فماء الورد عنصر أساسي يدخل في التركيبات العطرية، كما أنه يشكل جزءًا أساسياً في صناعة وتخليق المراهم التي لها أثر مهم ومفيد في ترطيب البشرة دونما ترك أية آثار جانبية على جلد الإنسان، ونسبة استخدامه في مستحضرات التجميل الطبيعية عالية وفي ارتفاع، ويسجل حالة من الإقبال متزايدة وذلك لصنع الكريمات الباردة.

## الاعتقادات الدينية
على المستوى التاريخي للأديان، يستخدم ماء الورد وبالأخص في المراسم والطقوس والاحتفالات الدينية أو حتى الاحتفالات ذات الطابع الديني، كحفلات الزواج مثلاً، ويستخدمه كل من المسلمين وأصحاب الديانة الهندوسية وأيضاً الزرادشتية.

### في الإسلام
يستخدمه المسلمون لتنظيف الكعبة المشرفة (والكعبة المشرفة هي القبلة المقدسة لدى المسلمين)، وتتم عملية تنظيف الكعبة المشرفة بخلط ماء الورد بماء زمزم والذي له أيضاً في قلوب المسلمين قداسة خاصة ومحبة كبيرة؛ كما أن ماء الورد يستخدمه المسلمون في شبه القارة الهندية خلال مراسم دفن موتاهم والتي تستغرق دقائق واشتهر هنالك رش ماء الورد -أحياناً- في القبر بعد حفره وقبل وضع جثمان الميت فيه.
ويستخدم ماء الورد في بعض الطقوس الهندوسية وكذلك المسيحية، هذا باستثناء الكنيسة الشرقية الأرثوذكسية.